# فرهنگ آلمانی
|                                                           |  |  |
| شلوس نویشوانشتاین (چپ) و برلین (راست)، مرکز صنایع آفرینشی |  |  |

فرهنگ آلمانی  تحت‌تأثیر جایگاه جغرافیایی آن در قلب اروپا و پیشینه‌ای بیش از هزار سال، شکل گرفته است. این کشور سهم بزرگی در هنر، موسیقی، فلسفه، علم و فناوری دارد و فرهنگی پویا، متنوع و اثرگذار دارد. تاریخ پر فراز و نشیب آلمان، که شامل دوره‌های طولانی عدم‌وحدت سیاسی است، به تنوع زیاد آداب و رسوم منطقه‌ای انجامیده است. تأکید بر آموزش، مهارت‌ورزی، ادبیات، فلسفه، جشن‌ها، خوراک محلی و تلاش برای حفظ میراث فرهنگی، از ویژگی‌های بارز فرهنگ آلمان است.
فرهنگ آلمان دیر زمانی پیش از ظهور آلمان به عنوان یک حکومت ملی آغاز شد و در سرتاسر جهان آلمانی زبان گسترش یافت. فرهنگ در آلمان، از ریش‌هایش، توسط جریان‌های مردمی و عقیدتی در اروپا چه مذهبی و چه سکولار، شکل داده شده است. از نظر تاریخی، آلمان Das Land der Dichter und Denker (سرزمین شعرا و متفکرین) خوانده شده است.
حکومت‌های فدرال مسئول نهادهای فرهنگیند. ۲۴۰ تئاتر بهرمند از یارانه، صدها ارکستر سمفونی، هزاران موزه و بیش از ۲۵٬۰۰۰ موزه در آلمان پراکنده‌اند. بسیاری از این فرصت‌های فرهنگی استفاده می‌کنند، سالانه ۹۱ میلیون بازدید از موزه‌های آلمان صورت می‌گیرد؛ سالانه ۲۰ میلیون نفر به تئاتر و اپرا می‌روند؛ ۲٫۶ میلیون سالی به ارکسترهای سمفونی گوش می‌دهند. آلمان دارای ۳۳ اثر در فهرست میراث جهانی یونسکو است.

## زبان
زبان رسمی و اصلی آلمان آلمانیست. این زبان یکی از ۲۳ زبان رسمی در اتحادیهٔ اروپا و در کنار فرانسوی و انگلیسی یکی از سه زبان کاری کمیسیون اروپاست. زبان‌های به رسمیت شناخته شدهٔ اقلیت، عبارتند از دانمارکی، سوربی و فریسی. اینها رسماً مورد حفاظت ECRML قرار دارند. زبان‌هایی که بیش از همه توسط مهاجرین مورد استفاده قرار می‌گیرند عبارتند از ترکی، کردی، لهستانی، زبان‌های بالکان و روسی.
زبان رسمی و غالب آلمان، یعنی آلمانی، یکی از زبان‌های رسمی اتحادیه اروپا به‌شمار می‌آید. گویش‌ها و زبان‌های اقلیت مانند زبان دانمارکی، زبان صوربی، زبان فریزی شمالی و زبان فریزی ساترلندی در برخی مناطق رایج‌اند و به‌طور رسمی محافظت می‌شوند. همچنین زبان‌های مهاجران مانند ترکی، کردی و روسی نیز رواج دارند. زبان آلمانی از خانواده زبان‌های ژرمنی است و نوشتار آن با الفبای لاتین انجام می‌شود. گویش‌های محلی آلمانی اغلب به‌راحتی برای گویشوران آلمانی معیار قابل فهم نیستند. بیش از ۱۵ میلیون نفر در جهان در حال یادگیری این زبان‌اند.

## ادبیات
ادبیات آلمانی ریشه در قرون وسطی دارد. از آثار برجسته می‌توان به آواز نیبلونگن و آثار والتر فون در فوگل‌وایده و ولفرام فون اشنباخ اشاره کرد. برادران گریم نیز نقش مهمی در گردآوری افسانه‌های عامیانه ایفا کردند. از مهم‌ترین نویسندگان و متفکران می‌توان به گوته، شیلر، هاینه، لسینگ، هسه و برشت اشاره کرد. تاکنون ۹ نویسنده آلمانی جایزه نوبل ادبیات دریافت کرده‌اند.
اثر ادبیات آلمانی را می‌توان تا دوران میانه جست، معروفترین نویسندگان آن دوره والتر فن در فلگلوایده و ولفرام فن اشنباخ هستند
سرود نیبلونگ که نویسندگانش ناشناخته‌اند، هم اثر مهمی از آن دوره است، و نیز تیدرکساگا. مجموعه داستان‌های پریان جمع‌آوری شده و منتشر شده توسط برادران گریم در قرن نوزدهم در سرتاسر جهان مشهور شد.
لوتر الهی دان، که انجیل را به آلمانی ترجمه کرد، به‌طور گسترده پایه‌گذار زبان «آلمانی عالی» شناخته می‌شود. لسینگ، گوته، شیلر، کلایست، هوفمان، برشت، هاینه و شمیت از جمله تحسین شده‌ترین شعرا و نویسندگان آلمانی‌اند. نه آلمانی برنده جایزهٔ نوبل ادبی شده‌اند: تئودور مومسن، پاول فن هایسه، گرهارت هاوپتمان، توماس مان، نلی زاکس، هرمان هسه، هاینریش بل، گونتر گراس و هرتا مولر.
| یوهان ولفگانگ فن گوته (۱۷۴۹–۱۸۳۲) | فریدریش شیلر (۱۷۵۹–۱۸۰۵) | برادران گریم (۱۷۸۵–۱۸۶۳) | توماس مان (۱۸۷۵–۱۹۵۵) | هرمان هسه (۱۸۷۷–۱۹۶۲) |
| --------------------------------- | ------------------------ | ------------------------ | --------------------- | --------------------- |
|                                   |                          |                          |                       |                       |

## فلسفه
فلسفه آلمانی از سده‌های میانه با آلبرتوس ماگنوس آغاز می‌شود و با چهره‌هایی چون لایبنیتس، کانت، فیشته، هگل، شوپنهاور و نیچه ادامه می‌یابد. مارکس و انگلس نظریه کمونیسم را توسعه دادند. در قرن بیستم، متفکرانی چون هایدگر، گادامر و آدورنو از چهره‌های مهم فلسفه آلمانی بودند. دانشگاه برلین به‌عنوان الگویی برای دانشگاه‌های مدرن شناخته می‌شود. در سده ۲۱ نیز آلمان در گسترش فلسفه تحلیلی در اروپا نقش دارد.

## موسیقی
آلمان زادگاه برخی از بزرگ‌ترین آهنگ‌سازان کلاسیک جهان چون باخ، بتهوون و برامس است. این کشور همچنین در زمینه راک، متال، تکنو و موسیقی الکترونیک تأثیرگذار بوده و گروه‌هایی چون کرفت‌ورک از پیشگامان این سبک‌ها محسوب می‌شوند. جشنواره‌هایی مانند راک ام رینگ و واکن از بزرگ‌ترین جشنواره‌های موسیقی در جهان هستند. زیمپر اوپر و اپرای برلین نیز اپراخانه‌های مشهورند. هانس زیمر، آهنگ‌ساز فیلم، از چهره‌های شناخته‌شده موسیقی آلمان در سطح جهانی است.

## سینما
سینمای آلمان از نخستین سال‌های پیدایش این هنر فعال بوده و در دوران جمهوری وایمار با اکسپرسیونیسم آلمانی درخشان ظاهر شد. کارگردانانی مانند فریتس لانگ تأثیر زیادی بر سینمای جهان داشتند. فیلم متروپولیس (فیلم ۱۹۲۷) یکی از نخستین آثار علمی–تخیلی است. در دهه‌های ۷۰ و ۸۰، کارگردانان موج نوی آلمان چون ورنر هرتسوگ و فاسبین‌در با آثار جسورانه، سینمای این کشور را دوباره جهانی کردند. فیلم‌هایی چون وداع با لنین! و سقوط (فیلم) موفقیت‌های بین‌المللی کسب کرده‌اند. جشنواره بین‌المللی فیلم برلین از معتبرترین رویدادهای سینمایی جهان است.

## رسانه
بازار تلویزیون در آلمان بزرگ‌ترین در اروپا است. کانال‌های عمومی و خصوصی متعددی در کشور فعال‌اند. صنعت نشر کتاب آلمانی یکی از بزرگ‌ترین‌های جهان است و نمایشگاه بین‌المللی کتاب فرانکفورت، مهم‌ترین رویداد نشر جهانی به‌شمار می‌رود. روزنامه‌هایی مانند دی تسایت و زود دویچه تسایتونگ و هفته‌نامه‌هایی مانند اشپیگل از پرخواننده‌ترین نشریات‌اند.

## هنر و معماری
آلمان در معماری از سبک‌های معماری رومی، گوتیک، رنسانس تا باروک آثار برجسته‌ای دارد. جنبش باوهاوس که آغازگر معماری مدرن بود، در این کشور پدید آمد. تا کنون ۵۴ اثر در آلمان در فهرست میراث جهانی یونسکو ثبت شده‌اند. در هنرهای تجسمی نیز از دورر و کراناخ تا کاسپار داوید فریدریش، ماکس ارنست و جوزف بویس، هنرمندان آلمانی نقش‌آفرین بوده‌اند. آلمان امروز حدود ۵۰۰ نگارخانه هنری دارد.

## دین
اکثریت جمعیت آلمان مسیحی‌اند، با اکثریت کاتولیک در جنوب و پروتستان در شمال و شرق. لوتِر، بنیان‌گذار نهضت اصلاح دینی، نقش مهمی در تاریخ مذهبی کشور ایفا کرد. در ایالت‌های شرق آلمان، بسیاری از مردم بدون وابستگی مذهبی هستند.

## سیاست
آلمان کشوری فدرال با ساختار جمهوری دموکراتیک پارلمانی است. پارلمان آلمان از دو نهاد بوندستاگ و بوندسرات تشکیل شده و رئیس‌جمهور آلمان (در حال حاضر فرانک-والتر اشتاین‌مایر) نقش تشریفاتی دارد. صدراعظم آلمان (در حال حاضر اولاف شولتس) رئیس دولت است. احزاب اصلی شامل اتحاد دموکرات مسیحی آلمان و حزب سوسیال‌دموکرات آلمان هستند. همچنین حزب سبزها، حزب چپ و آلترناتیو برای آلمان نیز در عرصه سیاست نقش دارند.
آلمان در نظرسنجی‌های جهانی به‌عنوان کشوری با نفوذ جهانی مثبت شناخته شده و نقشی مهم در فرهنگ، سیاست و اقتصاد جهانی ایفا می‌کند.